# Omaggio alle canzoni del sessantotto
Omaggio alle canzoni del sessantotto è un album del gruppo jazz italiano Doctor 3, registrato dal vivo il 20 febbraio del 2008 presso la Casa del Jazz di Roma e pubblicato nello stesso anno.
Questo album fa parte della collana di CD Jazz italiano Live 2008 allegata nel 2008 al settimanale L'espresso.
L'album è un omaggio alle canzoni del 1968.

## Tracce
1. Everybody,s talking – 04:01 (Neil Young)
2. Acquarius / Let the sunshine in – 05:23 (Ragni, Rado)
3. Jumpin' Jack Flash – 06:02 (Mick Jagger, Keith Richards)
4. The sound of silence – 03:35 (Paul Simon)
5. Mrs Robinson – 05:19 (Paul Simon)
6. Balla Linda – 07:28 (Mogol, Lucio Battisti)
7. Nights in the white satin – 04:21 (Hayward)
8. John Barleycorn must die / Glad – 06:28 (Steve Winwood)
9. Rain and tears – 04:23 (Bergman, Papathanassiou)
10. (Sittin' on) the dock of the bay – 04:57 (Redding, Cropper)
11. Inverno – 04:30 (Fabrizio De André)
12. The guy's in love with you – 03:51 (Bacharach, Davd)
13. La bambola- 04:15 (Migliacci, Zambrini, Cini)

## Formazione
- Danilo Rea – pianoforte
- Enzo Pietropaoli – contrabbasso
- Fabrizio Sferra – batteria
- Paolo Fava – tromba nel brano La Bambola